# Никола Войновски
Никола Дончов Войновски (Бойновски) е участник в националноосвободителното движение, военен ръководител на Ботевата чета.

## Биография
Никола Войновски (роден с фамилия Бойновски) е роден в село Бойновци на 9 ноември 1849 г. в семейството на Дончо Стоянов и Пена Стоянова Бойновска, родом от Габровските колиби Бойновци. Буден и родолюбив българин, той взел дейно участие в тъй наречената Хаджиставрева буна през 1862 г., след което, за да не попадне в ръцете на турските власти, емигрирал в гр. Галац, Румъния. Там Дончо отворил кафене, средище на българската патриотична емиграция. Начално образование Никола получил в родния си град Габрово. Бил 13-годишен, когато избухнал бунтът на Хаджи Ставри, за който запазил в съзнанието си неизличими спомени.
През 1865 г. Войновски (както по-късно видоизменил името си) завършил трети клас и продължил образованието си в Галац. Научил румънски, гръцки, френски, италиански и руски език. По-късно заминава за Одеса, където постъпил в юнкерското Николаевско военнопехотно училище. Завършва през 1876 г. с чин поручик от руската армия.
През есента на 1875 г. Никола Войновски се е срещнал с Христо Ботев, който дошъл с призив към българите в руската армия да вземат участие в подготвяното въстание в България. Никола се отзовал на поканата с готовност, подал оставка и през април 1876 г. заминал за Букурещ, където веднага се включил в организацията на четата. Идеята на Димитър Икономов за овладяване на австрийския речен кораб „Радецки" била възприета от Ботев. Той съставил конкретния план и възложил изпълнението му на Войновски, който притежавал всички познания и умения на младши офицер. Овладяването на „Радецки" се извършило при безупречен ред и дисциплина.
След като четата дебаркирала при Козлодуй, войводата Христо Ботев официално представил Войновски като военен ръководител. На 18 май в подножието на местността Милин камък, черкезки конни отряди нападнали четата от три страни. Въпреки изненадата, благодарение на Войновски, който избрал добра позиция и построил хората в боен ред, четата била спасена от разгром.
През целия ден на 20 май се водила непрекъсната, жестока и неравна битка във Врачанския балкан. Четата била разделена на два отряда: Авангардът, начело с Войновски, заема гребена на Камарата с фронт на север и запад. Останалите, сред които са Ботев и щаба, се съсредоточават на връх Купена и Околчица. Редовна турска армия от около два табора под командването на Хасан Хейри бей атакува левия фланг на отбраната, а срещу останалата част от четата позиции заемат башибозуците. Нападението е отбито със стрелкови огън, след което турците решават да обходят и изолират отделните позиции на четниците. Никола Войновски, отгатнал замисъла на противника, веднага парира тези опити, а башибозушката атака срещу Купена е отхвърлена с контраатака. За да не бъде изолиран и обкръжен, Войновски в крайна сметка изтегля авангарда от първоначалните му позиции и заема кръгова отбрана на Купена. Постепенно цялата чета се концентрира около връх Купена, връх Околчица и падината между тях. Ожесточеният бой продължава до свечеряване, когато огънят отслабва, турските войски се оттеглят, а прежаднелите четници се втурват да утолят жаждата си. Точно по това време, вечерта на 20 май 1876 г., някъде в долината между Купена и Околчица, пада убит Христо Ботев.
Войновски е избран за войвода на четата и под негово ръководство тя води последния си бой в района на с. Лютиброд. Остатъкът от дружината се разпада на части. По това време към него се присъединяват Димитър Тодоров – Димитрото и още няколко оцелели четници от Ботевата чета и тръгват към Троянския балкан. С 15 души Войновски се добира до Троянския балкан. На 13 юни 1876 г. в района на с. Шипково четата е разбита окончателно. Никола Войновски е убит на 15 юни /28 юни по нов стил/ 1876 г., ударен в гърдите. Смъртоносно ранен успява да пропълзи десетина метра, като подкрепял своите другари с думите:"Дръжте се, момчета!" Така разказва Димитър Тодоров, който е бил ранен в ръката и е станал свидетел на гибелта на Никола Войновски.
Главата на Войновски била отрязяна от потерджиите и занесена в Троян. Останалите му другари успяват да оцелеят, но след 3 дни са заловени, предадени от българи в с. Шипково.

## Фамилия
Роден Никола Дончев Бойновски в село Бойновци, Габровско, погрешка е записан като Войновски в тефтерчето на Ботев, с което име остава до края на живота си.

## Памет
На Никола Войновски е наречена улица в квартал „Хаджи Димитър“ в София (Карта). В село Чифлик, община Троян, е издигнат паметник на Никола Войновски.